# Ksawerów (gemeente)
De gemeente Ksawerów is een landgemeente in het Poolse woiwodschap Łódź, in powiat Pabianicki.
De zetl van de gemeente is in Ksawerów. De gemeente bestaat verder uit de plaatsen: Wola Zaradzyńska, Nowa Gadka en Kolonia Wola Zaradzyńska.
Op 30 juni 2004 telde de gemeente 7128 inwoners.

## Oppervlakte gegevens
In 2002 bedroeg de totale oppervlakte van gemeente Ksawerów 13,64 km², waarvan:
- agrarisch gebied: 74%
- bossen: 14%

De gemeente beslaat 2,78% van de totale oppervlakte van de powiat.

## Demografie
Stand op 30 juni 2004:
| Omschrijving                   | Totaal | Totaal | Vrouwen | Vrouwen | Mannen | Mannen |
| ------------------------------ | ------ | ------ | ------- | ------- | ------ | ------ |
| eenheid                        | aantal | %      | aantal  | %       | aantal | %      |
| inwoners                       | 7128   | 100    | 3730    | 52,3    | 3398   | 47,7   |
| bevolkingsdichtheid (inw./km²) | 522,6  | 522,6  | 273,5   | 273,5   | 249,1  | 249,1  |

In 2002 bedroeg het gemiddelde inkomen per inwoner 1469,33 zł.

## Aangrenzende gemeenten
Łódź, Pabianice, Rzgów